# Horrorscope
Horrorscope je peti studijski album američkog thrash metal sastava Overkill. Album je 3. rujna 1991. godine objavila diskografska kuća Megaforce Records.

## Popis pjesama
| 1.    | »Coma«                                | 5:21 |
| 2.    | »Infectious«                          | 4:04 |
| 3.    | »Blood Money«                         | 4:07 |
| 4.    | »Thanx for Nothin'«                   | 4:03 |
| 5.    | »Bare Bones«                          | 4:51 |
| 6.    | »Horrorscope«                         | 5:49 |
| 7.    | »New Machine«                         | 5:20 |
| 8.    | »Frankenstein« (obrada Edgar Wintera) | 3:27 |
| 9.    | »Live Young, Die Free«                | 4:09 |
| 10.   | »Nice Day...for a Funeral«            | 6:15 |
| 11.   | »Solitude«                            | 5:21 |
| 52:47 |                                       |      |

## Zasluge

### Overkill
- Bobby "Blitz" Ellsworth – vokali
- D. D. Verni – bas-gitara
- Sid Falck – bubnjevi
- Merritt Gant – gitara
- Rob Cannavino – gitara, akustična gitara

### Ostalo osoblje
- Rat Skates – logotip
- Jon Zazula – izvršna produkcija
- Marsha Zazula – izvršna produkcija
- Matt Lane – inženjer zvuka
- Howie Weinberg – mastering
- Bob Defrin – naslovnica
- Michael Paras – fotografija
- Jeff Tisman – fotografija
- Terry Date – produkcija, miksanje, inženjer zvuka